# 田中花子
田中 花子（たなか はなこ、1979年11月29日 - ）は、朝日放送に所属していた元アナウンサー。

## 人物・略歴
東京都墨田区両国出身。血液型はO型。学習院大学経済学部経営学科卒業。学生時代はストリートダンスをしていた。
2002年に朝日放送に入社。同期入社のアナウンサーには田野和彦がいる。
入社以来、主にスポーツ番組や情報番組を担当した。2006年春より「上沼恵美子のおしゃべりクッキング」でナレーションを担当。同番組は田中にとって、初の全国ネット番組レギュラーだった。
2008年以降は主にテレビ・ラジオの定時ニュースを担当していたが、夫の転勤によりブラジル・リオデジャネイロに移住することになったため、2009年3月末日付でABCを退社することになった。同年2月6日のニュースが、アナウンサーとしての最後の出演となった。
2009年10月3日、2016年夏季オリンピックの開催地がブラジル・リオデジャネイロに決定したことから、ABCラジオ『ようこそ!伊藤史隆です』『楠淳生のやんちゃな!weekend』番組内で同市内の様子を現地リポートした。
2014年5月の時点で、既に日本に帰国しているらしく、ABC時代の後輩・堀友理子によると、地元でもある東京で主婦として生活しているとの事。

## 過去の出演番組
- ABCニュース（テレビニュース、随時）
- ABC朝日ニュース（ラジオニュース、随時）
- 上沼恵美子のおしゃべりクッキング（ナレーター、2006年4月-）
- 虎バン（テレビ、2006年4月-2007年12月）
- ABCフレッシュアップJAM（ラジオ、土曜日担当、2007年4月-9月）
- おはようコールABC（テレビ、2005年4月-2006年3月）
- ワイドABCDE〜す（テレビ）
- フレッシュアップ・スタジアム（ラジオ）
- 近鉄バファローズアワー（ラジオ）
- ダンディ・エクスプレス（ラジオ、2004-2005年）
- ダンディー・ウィークエンド（ラジオ、2005年4月-9月）
- ABCスポーツJAM（ラジオ、2006年4月-9月）
- 矢野輝弘のどーんと来い!!（ラジオ、2006年度）
- 全力投球!!妹尾和夫です（ラジオ、2003年9月- 2008年3月26日）